# Al Muharraq
Al Muharraq (en árabe: المحرق) es la segunda ciudad más poblada de Baréin, país del que fue capital hasta 1923. Es también un importante centro religioso.

## Historia
Los orígenes de la ciudad son muy antiguos, hace unos 5.000 años, en la época de Dilmun. La ciudad realmente comenzó a tener importancia en la época de Tylos, cuando Baréin formaba parte del Imperio Seléucida, para entonces Al Muharraq era el centro de un culto a Awal, el dios del tiburón. En el centro de la ciudad tenían una estatua a este Dios, a la que adoraban.
Los habitantes dependían económicamente del melocotón y el comercio.

## Transportes
El Aeropuerto Internacional de Baréin está situado en la isla en la que está situada Al Muharraq. 
Frente al litoral nororiental de la ciudad se encuentran las islas artificiales de Amwaj, que albergan una gran cantidad de hoteles, playas y servicios de lujo.

## Deportes
En la isla de Al Muharraq está situado Muharraq Club, el más viejo de la región. El club de fútbol ha ganado 31 veces la liga nacional.
- Datos: Q270500
- Multimedia: Muharraq Island / Q270500